# 在家僧
在家僧（：／ Jaegaseung */?），是居住在朝鮮北部的女真人後裔。
他们组建已婚僧人的村莊，他們以製作燕麥纸為生，用它代替賦税。在近代他們已被吸收為朝鮮民族一部分。他們在18世紀從中國遷入朝鮮，他們的村莊生存至20世紀60年代，在北朝鮮佛教僧人被视为反社會主義者，村莊已不再存在。